# Pohlia yunnanensis
Pohlia yunnanensis är en bladmossart som beskrevs av Brotherus 1903. Pohlia yunnanensis ingår i släktet nickmossor, och familjen Bryaceae. Inga underarter finns listade i Catalogue of Life.